# Barthélémy Toguo

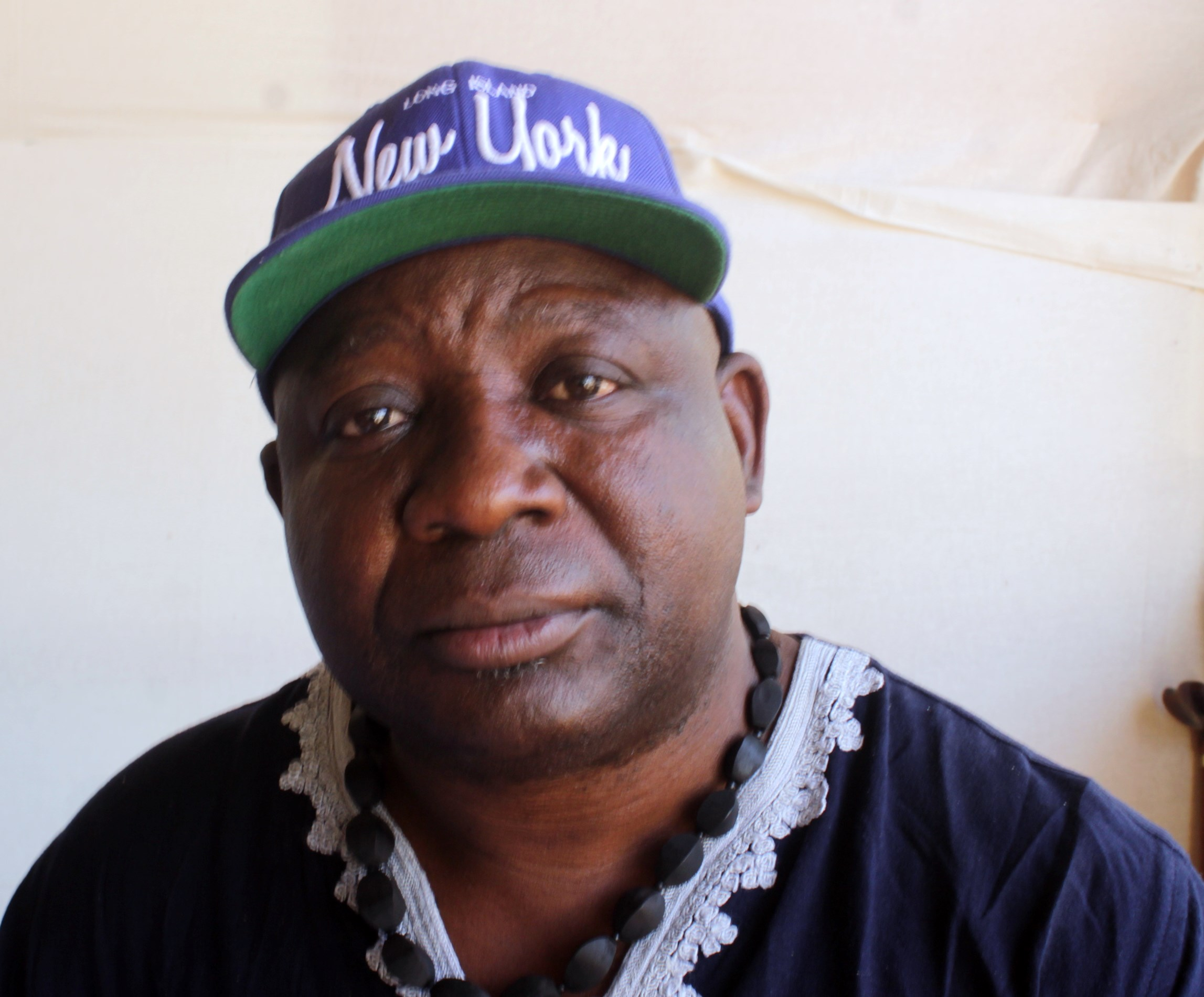
Barthélémy Toguo

Barthélémy Toguo (* 1967 in M’Balmayo in Kamerun) ist ein kamerunischer Maler, Fotograf und Bildschnitzer.
Barthélémy Toguo studierte von 1989 bis 1993 an der Schule der schönen Künste in Abidjan (Elfenbeinküste), zwischen 1993 und 1996 an der Kunsthochschule in Grenoble und von 1994 bis 1996 an der Kunstakademie Düsseldorf.
Toguo wurde 2021 zum „UNESCO-Künstler für den Frieden“ ernannt.
Er erstellte Artwork mit dem Titel Chroniques avec la Nature zu dem Lied Olive Tree des 2023 in Einzeltiteln erscheinenden Albums i/o von Peter Gabriel. Hier wie in dem Song verwischen sich die Grenzen zwischen Mensch und Gewächs, Welt und Gewässer.

## Ausstellungen

### Einzelausstellungen (Auswahl)
- 1994:	Pôle Européen, Saint-Martin-d’Hères, Grenoble
- 1996:	Barthélémy Toguo, Goethe-Institut, Yaoundé
- 1998: Parasites, Centre d'Arts Plastiques, Saint-Fons
- 1999:
  - Baptism, Kunstmuseum Düsseldorf in der Tonhalle, Düsseldorf
  - Barthélémy Toguo, Galerie Barnoud, Dijon
- 2000:
  - Virgin Forest, La Criée centre d'art contemporain, Rennes
  - Continental Shift, Bonnefantenmuseum, Maastricht
- 2001: Art Unlimited, Basel, Schweiz
- 2002:
  - Mamie water, galerie Anne de Villepoix, Paris
  - Puk, Puk, Puk, CCC, Tours
  - Epidémies, Institut Goethe, Yaoundé, Kamerun

### Gemeinschaftsausstellungen (Auswahl)
- 1993:
  - Goethe-Institut Insaac, Abidjan
  - Festival des cultures du monde et des droits de l'homme, Paris
- 1994: Biennale internationale de Saint-Quentin, Saint-Quentin
- 1995: Musée Wilhelm Lehmbruck, Städtisches Museum, Duisburg Heilbronn
- 1996:
  - Discussion, discussion, discussion, Musée de Saint-Maur, Saint-Maur-des-Fossés
  - Das Bett, Hohenstaufenring, Köln
- 1997:
  - Kunstmuseum, Kunstpalast, Düsseldorf
  - Centre Genevois de Gravure Contemporaine, Genf
  - Artist photos, In vitro Südwest LB, Stuttgart Mannheim, Genf
- 1998:
  - Vidéos 98, Musée d'art contemporain, Lyon
  - A quoi rêvent les années 90, espace Miraphalaina, Montreuil; Goethe-Institut, Yaoundé, Kamerun
  - Biennale Internationale de Dakar, Dakar
- 1999:
  - 7. Triennale Kleinplastik, SW Forum, Europa - Africa, Fellbach
  - Managers de l'immaturité, Le Magasin, centre national d'art contemporain, Grenoble
  - Diaspora, International art meeting, Oviedo, Spanien
- 2000:
  - Partage d’exotisme, Biennale de Lyon, Lyon
  - Centre National de la Photographie, Paris
- 2001:
  - Intrinsecus, Studio Casoli, Mailand, Italien
  - Selections Fall 2001, The Drawing Center, New York City
  - Naturaza, Utopias y Realidades, International Contemporary Art Meeting, Osorio
- 2002:
  - Biennale Busan, Corea Künstlerhaus von Thurn und Taxis, Bregenz, Österreich
  - Postcards, Biennale de Dakar, Senegal
  - Ökonomien der Zeit, Museum Ludwig, Köln